# HIDESIGN
ハイドサイン株式会社（HIDESIGN Corporation）が運営するB to C向けアパレルブランド。
2022年4月設立。
所在地は東京都中央区日本橋浜町1-11-8 ザ・パークレックス日本橋浜町3F

## 沿革
- 2022年（令和04年） - Rakuten Fashion Week TOKYO 初参加・BtoCブランドHIDESIGN 設立 [1][2][3][4]